# 리불로스
리불로스(영어: ribulose)는 5개의 탄소 원자가 포함된 단당류이고, 케톤기를 가지고 있는 케토스이며, 화학식은 C5H10O5이다. D-리불로스(D-에리트로-펜툴로스)와 L-리불로스(L-에리트로-펜툴로스)의 두 가지 거울상 이성질체가 가능하다. D-리불로스는 D-자일룰로스의 부분입체 이성질체이다.
펜토스 인산 경로에서 리불로스 5-인산을 볼 수 있는데, 이들은 많은 생리 활성 물질의 형성에 있어 중요하다. 예를 들어 D-리불로스는 D-아라비톨 생산을 위한 균류의 대사 경로에서 중간 생성물이다. 또한 녹색 식물에서 광합성 과정 초기에 이산화 탄소는 리불로스 1,5-비스인산과 결합한다(탄소 고정).
| D-리불로스의 구조 | D-리불로스의 구조  | D-리불로스의 구조  |
| 골격 구조식       | 하워드 투영식      | 하워드 투영식      |
| ----------------- | ------------------ | ------------------ |
|                   | α-D-리불로푸라노스 | β-D-리불로푸라노스 |

## 같이 보기
- 리불로스 5-인산
- 리불로스 1,5-비스인산